# Paraphylax annulipes
Paraphylax annulipes là một loài tò vò trong họ Ichneumonidae.